# Кинкала
Кинкала (фр. Kinkala) — город в Республике Конго, центр департамента Пул. Расположен на высоте 391 м над уровнем моря. Население на 2010 год — 16 132 человека.
Среднегодовая температура воздуха — 25,3°С. Годовая сумма осадков — 1396 мм. Больше всего их выпадает с ноября по декабрь и с марта по апрель, меньше всего — с июня по август. Среднегодовая скорость ветра — 2,4 м/с.
| Показатель              | Янв.  | Фев.  | Март  | Апр.  | Май   | Июнь  | Июль  | Авг.  | Сен.  | Окт.  | Нояб. | Дек.  | Год  |
| ----------------------- | ----- | ----- | ----- | ----- | ----- | ----- | ----- | ----- | ----- | ----- | ----- | ----- | ---- |
| Средняя температура, °C | 24,35 | 24,54 | 24,61 | 24,75 | 25,44 | 26,22 | 26,69 | 27,29 | 26,34 | 24,97 | 24,32 | 24,28 | 25,3 |
| Норма осадков, мм       | 143   | 138   | 177   | 216   | 129   | 5     | 0     | 2     | 25    | 129   | 252   | 180   | 1396 |
| Источник: Gaisma        |       |       |       |       |       |       |       |       |       |       |       |       |      |